# Рачунарска симулација
Рачунарска симулација, компјутерски модел, или рачунарски модел је програм рачунара или мреже рачунара, који има задатак да симулира апстрактни модел одређеног система. Компјутерске симулације су постале користан део математичког моделовања многих природних система у физици, квантној механици, хемији и биологији, затим у економским системима, психологији и друштвеним наукама, као и у процесу инжењеринга нових технологија, са циљем да се стекне бољи увид у њихов рад.
Рачунарске симулације се разликују од рачунарских програма који се покрећу неколико минута, док симулације могу да се извршавају на нивоу локалне мреже, тј. на групи рачунара и да траје сатима или код захтевнијих симулација чак и данима. Скала догађаја које су симулиране компјутерским симулацијама су већ сада премашиле могуће (или можда чак и замисливе) методе које се могу решавати користећи традиционално папир и оловку. Пре више од 10 година, рађена је симулација пустињске битке, борба двеју војски у коју су укључени модели 66.239 тенкова, камиона и других возила на симулираним терену око Кувајта, при симулацији је коришћено више суперкомпјутера (рачунара високих перформанси) у Министарству одбране (енгл. United States Department of Defense); Модел са милијарду атома за испитивање деформисања материјала (2002), Модел произвођача сложених протеина у организму са 2,64 милиона атома, рибозома 2005. године; Плави Мозак (енгл. Blue Brain Project) пројекта на ЕПФЛ-у (Швајцарска), почело је у мају 2005, за стварање прве рачунарске симулације целог људског мозга на молекуларном нивоу.